# Корабостроене
Корабостроенето е процес на създаване на плавателни съоръжения, такива като плавателни съдове, кораби и плаващи обекти. Плавателните съоръжения обичайно се строят от специализирани предприятия – корабостроителници.

## История
Корабостроенето, като област от колективната дейност на човека, се заражда в дълбока древност във връзка с възникването на потребност от плавателни съдове със значителни размери. Развито корабостроене съществува в Древен Египет, във Финикия, Древен Китай. В Средните векове значителни количества съдове се строят във Византия, в страните от Средиземноморието и Северна Европа, в Древна Русия.
От VII век при източните славяни последователно се променя схемата на строителството: от скелетен (плетен) съд, обвит с дървесна кора или кожа (древния кораб) към еднодръвката и ладията, и, нататък, към съд направен от дъски. Вече през VIII век се спускат от стапелите килови съдове с обшивка от дъски, със симетрично заострени носова и кърмова части, а също така плоскодънни съдове с прави бордове и със стикована дъщена обшивка, със заострен нос и отсечена кърма, а също така, възможно, и със симетрично отсечени части.
Според мнението на П. Е. Сорокин, „взависимост от способа на съединяване на дъските, на обшивката помежду ѝ или с еднодръвчената основа, може да се определят няколко варианта на съединяване: А — наложено, с железни нитове, А1 — наложено, съшити с помощта на въжета; Б — стиковани с планка, която притиска конопеното уплътнение, закрепено с дървени клинчета, Б1 — стиковани с аналогично уплътнение, закрепено с железни скобички“.
В рядица райони на Русия (разкопките „Гньоздово“, „Илински погост“, „Плакун“) в погребенията-кремации с ладии от X век са намерени стоманени нитове в съдовете.
В устието на Одер са открити обломки от ветроходен дъсчен съд от първата половина на IX век, а също така на съда „Святовит“, при строителството на които, през X век, са използвани железни нитове.
В периода XV – XVI век корабостроенето започва интензивно да се развива в Португалия и Испания, а по-късно – в Англия, Нидерландия, Франция и други страни, при това кълчищата – материалът за направата на ветрилата и такелажа и др. е доставян от Русия и Великото литовско княжество.
В Русия, в началото на XVII век, полският дипломат Станислав Немоевский споменава за „немалки кораби, по-големи от нашите барки, построени като змии. Сред тях има съдове, с размери 70 стъпки дължина и 5 сажена ширина, а по дълбочина 5 лакти… Тези съдове те ги правят без железни пирони: те са сглобени с дървени пирони и са уплътнени с мъх; по-малките съдове са съшити от гъвкави пръти от хвойна и, без да поставят къчища, ги мажат отгоре със смола, смесена с катран. Обаче не пропускат вода“.
Полският посланник е подкрепен от шведа Пеер де Ерлезунд: „Москвитите употребяват различни съдове, които строят сами: те не са яки и здрави, защото не са скрепени с железни гвоздеи, а с дървени и с въжета, направени от кората на млади дървета. Москвитите я обработват като кожа, режат я на шнурчета, с които и съшиват дъските; така си правят кораба за плаване. На всеки такъв съд има не повече от една мачта и едно широко платно: заради това и той не може да се движи, когато вятърът е дори слабо насрещен или духа отстрани“.
| „     | В края на август 2018 г., след силна буря, на южния бряг на Онежското езеро, в непосредствена близост до нос Петропавловский, са изхвърлени на брега останките на дървен кораб. Той е забелязан от местните жители, които и съобщават на администрацията на Витегорския район, която организира доставката на уникалната находки във Витегра със силите на МЧС по Вологодска област. | “ |
| [ 8 ] | |   |

За предшественик на корабостроенето следва да се счита занаята на първобитните хора за сглобяването на салове от свързани помежду им дървесни трупи. С развитието на достъпните инструменти и уменията на древните хора се появяват издълбаните от дърво или направени от опънати животински кожи пироги и каяци. Постепенното увеличаване на размерите на тези плавателни средства води до появата на водоизместващия корпус, който става неотменима черта за корабите на последващото време.
Изначално водоизместващите корпуси са неголеми по размер, но вече съдържат в себе си всичките елементи на съвременните кораби – силово скеле от надлъжни здрави греди – килът и стрингерите, а също така и напречни – шпангоутите. Към скелета е закрепена обшивката, като основен конструкционен материал за нея е дървото. Изначално размерите на кораба се определя от дължината на най-достъпните дървени материали за строителите. С времето хората се научават да съединяват отделните детайли по челото или настрани, скрепявайки съединенията с лепило или гвоздеи, да огъват шпангоутите според нужната им форма. Така се появяват първите мореходни кораби, за защитата от вълните на които се появява палубата. Конструкциита за крепене на палубата – бимсовете, пилерсите и книците допълнително усиливат здравината на корпуса като цяло. Впоследствие, вече преди индустриалната епоха, конструкцията на дървените корпуси на съдовете не претерпява, по принцип, значителни изменения, интензивно разширявайки се по посока увеличаване на размерите на кораба, броя на неговите палуби, използването на нови видове и сортове дървесина, методи за нейното съхранение от влиянията на водата и бръмбарите-дървояди. Постоянно се усъвършенстват външните форми на обводите на съдовете за достигане на зададените към корабостроителите характеристики: скорост, мореходност или товароподемност на кораба.

## Корабостроителна технология
Методите за построяване на съдовете се усъвършенстват с развитието на науката и техниката. Отначало всички съдове се строят от дърво. Първата желязна баржа е построена през 1789 г., а първият железен морски съд през 1843 г.
До 1930-те години единственият метод за строене на съдовете е по детайли, при което корпусът на съда се сглобява на мястото на строеж от отделни детайли. Първоначално детайлите се съединяват чрез нитове. След това започва да се използва електрозаваряване. Това създава условия за усвояването на секционния метод за строеж на съдовете, при който корпусът на съда се сглобява от предварително направени секции. Според степеннта на изграждане на помещенията в тях се провеждат монтажните и други работи. Това ускорява строителството на съдовете.
След това се появява метода на блокове, при който на мястото на строеж се осъществява само сглобяването и заваряването на монтажните стикове между отделните блокове, а формирането на самите блокове и тяхното напълване с механизми и устройства се прави извън мястото на строеж.
Началом строительства судна считают его залагане.
Производственият процес на построяването на съда се състои от следните етапи:
- Достапелен (подготвителен и блочен)
- Стапелен
- На дострояване
- На предаване

На достапелния етап се изпълняват работите по обработка на метала, производството на детайлите от набора, сглобяването и заваряването на секциите и блоковете.
На стапелния етап се провежда сглобяването на корпуса на съда от секциите и блоковете, изпитанията за неговата водопроницаемост, изолацията на помещенията, монтажът на тръбопроводите и на част от механизмите.
На достроечният етап се провеждат спускането на вода и неговото дострояване на вода, по време на което се изпълняват работите, които не може да се извършат на стапела (качването на тежкото оборудване, окончателните корпусно-изолировъчни работи). Този етап завършва с изпробване на корабните системи и механизми в действие и с проверката на всички извършени работи.
На етапа на предаване се провежда комплексът от изпитания на съда: швартови, ходови, ревизия, контролно плаване.

## Съвременно корабостроене
Датската корабостроителна компания Burmeister & Wain (B&W, по имената на основателите, Карл Кристиан Бурмейстер (на датски: C.C. Burmeister) и Уилям Уейн (на датски: William Wain) се явява водещата корабостроителна компания в света през 1950-те години (банкрутира през 1997 г., виж B&W Hallerne).
Пазарният дял на европейските производители започва да намалява още през 1960-те години, когато техните поръчки се преместват в Япония.
Япония е доминиращата корабостроителна държава от 1960-те до края на 1990-те години, но е изместена от лидерската позиция от Южна Корея и Китай, които имат по-ниски работни заплати, силна държавна подкрепа и по-евтини валути.
Към 2015 г. най-голямата корабостроителна държава в света е КНР. Благодарение на ниската стойност на строеж на корабите в нейните корабостроителници тя увеличава обемите на производство и изпреварва Южна Корея по време на световната икономическа криза от 2008 – 2010 г., спечелвайки договорите за строеж на малки и средни контейнеровози.
Южнокорейската „Голяма тройка“ корабостроителни компании – Hyundai Heavy Industries, Samsung Heavy Industries и Daewoo Shipbuilding & Marine Engineering доминира в световното корабостроене.
Най-голямата корабостроителница в света се намира в Улсан и принадлежи на Hyundai Heavy Industries.
Поради това, че търсенето на фрахт, към 2016 г., продължават да намалява, продължава и снижаването на търсенето на нови съдове. Като следствие от намаляването на поръчките и престоя на производствените мощности се стига до това, че южнокорейските корабостроители се оказват в тежко финансово положение. Значителен дял от пазара преминава към техните китайски конкуренти.

## В Русия
Към 2010 г. в Русия действат 168 корабостроителни предприятия, 86 от тях са държавни.
Най-големите центрове на руското корабостроене са Санкт Петербург, Северодвинск, Нижни Новгород, Калининградска област.
Най-големите в света подводници и ледоразбивач са разработени и построени в Русия.
С постановление на Правителството на Русия от 30 май 2017 г. № 659 е постановен профессионален праздник – Ден на корабостроителя (съдостроителя), който се отбелязва на 29 юни. На този ден, през 1667 г. е издаден указът на цар Алексей Михайлович за строителството на първият руски кораб „Орел“.